# Digitaria perpusilla
Digitaria perpusilla är en gräsart som beskrevs av Pilg.. Digitaria perpusilla ingår i släktet fingerhirser, och familjen gräs. Inga underarter finns listade i Catalogue of Life.